# Ramulus penthesilea
Ramulus penthesilea är en insektsart som först beskrevs av James Wood-Mason 1873.  Ramulus penthesilea ingår i släktet Ramulus och familjen Phasmatidae. Inga underarter finns listade i Catalogue of Life.